# Rafael de Medina y Fernández de Córdoba
Rafael de Medina y Fernández de Córdoba (Cadis, 10 d'agost de 1942-Sevilla, 6 d'agost de 2001) va ser un empresari i aristòcrata espanyol, XIX duc de Feria.
Fill segon de Rafael de Medina y Vilallonga i de Victoria Eugenia Fernández de Córdoba, duquessa de Medinaceli. Va estudiar Ciències Econòmiques a Sevilla i Madrid, i més tard es va traslladar a Anglaterra, on va ser alumne de la London School of Economics. Empresari, es va dedicar fonamentalment a gestionar el patrimoni i els negocis familiars. Va ser gerent de l'empresa de cuir artificial Cuerotex, ubicada a Pilas (Sevilla) i creada pel seu pare, de la qual va accedir als llocs de més importància amb només vint anys.
Va rebre el títol de duc de Feria, amb Grandesa d'Espanya, el 1969, al qual s'unien el de marquès de Villalba i mestrant de la Real Maestranza de Sevilla. El 14 de juliol de 1977 va contraure matrimoni amb Natividad Abascal Romero-Toro a l'ermita d'El Rocío, a Almonte (Huelva). La parella va tenir dos fills, Rafael i Luis, però es va divorciar el 1988. Medina tindria una segona relació amb la sevillana Mariló Fernández.
Els darrers anys de la seva vida va tenir problemes amb la justícia, l'octubre de 1990 va ser posat en disposició judicial després que un grup de prostitutes l'acusessin de pagar els seus serveis en un club de Sevilla, on van ser detingudes diverses persones en una operació antidroga. El 6 de març de 1993 va ingressar a la presó Sevilla-1 acusat del rapte d'una nena de 5 anys, tot just després d'unes declaracions a la revista ¡Hola! on deia que li agradaven les dones joves, però també d'un delicte contra la salut públic, el tràfic de drogues. Durant la instrucció del sumari, a mitjans de maig, la revista Interviú va publicar un reportatge del duc en el qual apareixia amb noies nues, pel que el van fer declarar i se'l va acusar de nou de corrupció de menors. El 25 de març de 1994 va ser condemnat a 18 anys de presó per repte, corrupció de menors i narcotràfic.
A causa de la condemna va ser suspès de forma cautelar de la inscripció nobiliària del llibre de la Grandesa, i a principis de 1994, la seva exdona va demanar una indemnització de 68 milions de pessetes per als seus fills a causa dels danys morals que estava causant Rafael i, a més, fer front a una pensió que el duc no pagava i pagar els estudis futurs dels fills. El 3 d'agost de 1994 va ser condemnat a un mes d'arrest i una multa de 100.000 pessetes per impagament.
Va recórrer la sentència de 18 anys al Tribunal Suprem, que li va rebaixar la pena a 9 anys el 15 de febrer de 1995. Més tard va entrar en el segon grau penitenciari, i dies després va sol·licitar treballar a la bugaderia de la presó per redimir part de la condemna. El 2 de maig de 1998 va sortir de la presó amb llibertat condicional, però va haver de tornar deu dies després per conduir ebri per Sevilla i ferir a tres dones. Poc després, el desembre, va intentar suïcidar-se tallat-se les venes.
Des de la seva entrada a presó Medina patia fortes depressions. El 6 d'agost de 2001 Medina va aparèixer mort a la Casa de Pilatos.